# 比唐河畔贝尔蒙
比唐河畔贝尔蒙（法語：Belmont-sur-Buttant，法語發音：[bɛlmɔ̃ syʁ bytɑ̃] ⓘ）是法国大東部大區孚日省的一个市镇，属于孚日圣迪耶区。

## 地理
比唐河畔贝尔蒙（48°13'31"N, 6°45'56"E）面积8.46 平方千米，位于法国大東部大區孚日省，该省份为法国东北部内陆省份，北起默兹省和默尔特-摩泽尔省，西接上马恩省，南至上索恩省和贝尔福地区省，东临上莱茵省和下莱茵省。
与比唐河畔贝尔蒙接壤的市镇（或旧市镇、城区）包括：莱普利耶尔、韦尔沃泽勒、比方丹、布瓦德尚、布吕耶尔、拉沙佩勒-德旺布吕耶尔、栋凡。
比唐河畔贝尔蒙的时区为UTC+01:00、UTC+02:00（夏令时）。

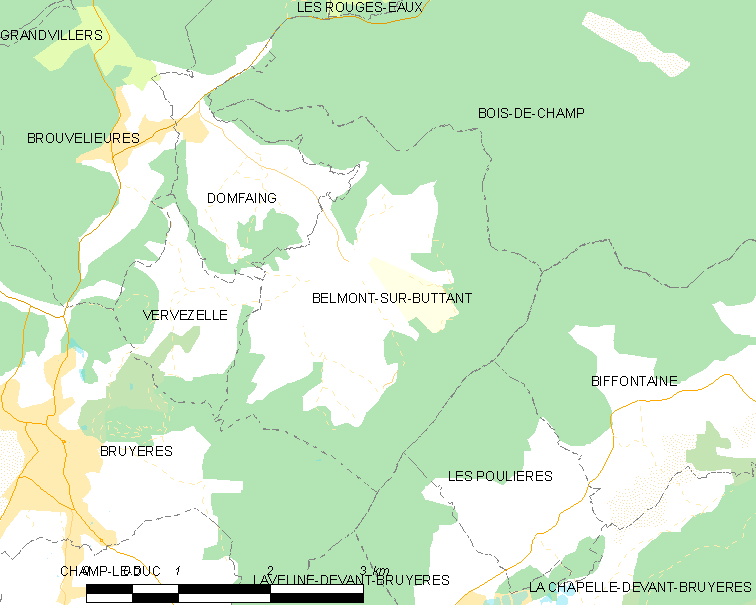
比唐河畔贝尔蒙的OSM定位图

## 行政
比唐河畔贝尔蒙的邮政编码为88600，INSEE市镇编码为88050。

## 政治
比唐河畔贝尔蒙所属的省级选区为布吕耶尔县。

## 人口

1962-2008年间比唐河畔贝尔蒙人口变化图示

比唐河畔贝尔蒙于2022年1月1日时的人口数量为297人。